# Immuncheckpoint
Immuncheckpoints oder Immun-Checkpoints (IC) sind Rezeptoren auf der Membran von T-Lymphozyten, die deren Immunantwort dämpfen (antiinflammatorische IC) oder steigern (proinflammatorische IC) können. Sie modulieren also die Immunreaktion, beispielsweise um körpereigene Zellen vor dem Angriff des Immunsystems zu schützen. 
Zu den Rezeptoren gehören passende Liganden, die von anderen Zellen präsentiert oder freigesetzt werden. Bei vielen Tumoren sind diese Proteine im Zuge einer Immunevasion hochreguliert, und die Tumorzellen werden vom Immunsystem toleriert. Immuncheckpoint-Inhibitoren sind Substanzen, die dauerhaft an die Checkpoints binden, sie inhibieren, und damit die Immunantwort verstärken. Sie werden im Zuge einer Krebsimmuntherapie gegen antiinflammatorische Immuncheckpoints zur Behandlung von Tumoren eingesetzt, wodurch die Immunreaktion gegen den Tumor verstärkt wird.

## Antiinflammatorische (entzündungsdämpfende) Immuncheckpoints
Zu den entzündungshemmenden Immuncheckpoints zählen der A2AR, B7-H3 (CD276), B7-H4 (synonym VTCN1), BTLA, CTLA-4, IDO, KIR, LAG3, PD-1, TIM-3 und VISTA (V-domain Ig suppressor of T cell activation).

## Proinflammatorische (entzündungssteigernde) Immuncheckpoints
Fünf Vertreter proinflammatorischer Immuncheckpoints entstammen der TNF-Rezeptor-Superfamilie (CD27, CD40, OX40, GITR und CD137), während zwei zur B7-CD28-Superfamilie gehören (CD28 und ICOS).